# Alexandra Denisova
Alexandra Denisova (22 septembre 1922 - 5 juillet 2018), de son vrai nom Patricia Denise Meyers, est une ballerine canadienne, connue comme Patricia Denise au cinéma.

## Répertoire

### avec les Ballets russes
- 1938 : Protée de David Lichine, musique de Claude Debussy, 5 juillet à Covent Garden.
- Choreartium, de Leonide Massine
- Jeux d'enfants, musique de Georges Bizet
- 1940 : Le Mariage d'Aurore
- 1940 : Cendrillon de Michel Fokine
- 1940 : Paganini de Michel Fokine
- 1940 : Papillons de Michel Fokine
- 1940 : Graduation Ball (en) de David Lichine, musique de Johann Strauss, arrangement d'Antal Dorati, 1er mars, au Theatre Royal, Sydney[8]

### à Cuba
- 1943 : Forma, chorégraphie d'Alberto Alonso, d'après un texte de Jose Lezama Lima, musique de José Ardevol[9].

### à Broadway
- 1946 : Rhapsody de David Lichine
- 1946 : Song of Norway de George Balanchine, The Maiden

## Cinéma
- 1948 : Dans une île avec vous (elle remplace Cyd Charisse, malade, dans plusieurs scènes[4])
- 1951 : Les Coulisses de Broadway
- 1952 : Chantons sous la pluie
- 1954 : Un grain de folie
- 1955 : Tout le plaisir est pour moi
- 1956 : Viva Las Vegas
- 1958 : La Fureur d'aimer

Elle participe, avec son vrai nom Patricia Denise Galian, au film Ballets russes.